# Économie des Hautes-Alpes
L'économie du département français des Hautes-Alpes repose principalement sur le tourisme, le secteur du bâtiment et des travaux publics et l'agriculture. Le département dispose d'un patrimoine naturel particulièrement riche et de plusieurs grandes stations de sports d'hiver qui génèrent environ un tiers du chiffre d'affaires. L'agriculture, qui doit composer avec une topographie difficile, repose essentiellement sur l'élevage des ovins et la production de fruits de table.

## Des conditions naturelles peu propices à la pratique de l'agriculture
Le département des Hautes-Alpes est caractérisé par une topographie peu favorable à la pratique de l'agriculture. La montagne y occupe une proportion du territoire particulièrement importante ce qui se traduit par une forte proportion de terrains impropres à la culture (sols pentus, absence d'humus, proportion élevée de cailloux, glaciers), accentue la pénibilité des travaux agricoles et limite leur mécanisation. Sur les territoires en altitude, les périodes de gel peuvent être longues. En 1975 seule 15% de la superficie faisait l'objet d'une culture intensive, 55% accueillait des forêts ou des alpages et 30% était inutilisable. Enfin le département est régulièrement sujet aux glissements de terrain et aux crues torrentielles. Dans sa moitié sud, le département est soumis aux influences méditerranéennes : les précipitations sont irrégulières imposant la mise en place de systèmes d'irrigation.

## Principaux secteurs d'activité
L'économie des Hautes-Alpes est orientée vers le secteur non marchand et le tourisme avec une proportion importante des non-salariés et de travailleurs saisonniers. Le chiffre d'affaires cumulé des entreprises du département était de 4,8 milliards euros en 2023. L'activité du département est concentrée dans le secteur tertiaire (82,6%). En 2020 les 58 402 emplois se répartissaient entre les commerces et les services (43,6%), l'administration publique (38,9%), la construction (7,9%), l'industrie (5,3%) et l'agriculture (4,2%). Le taux de chômage est modéré (6,6% contre 8,2% pour la région PACA),.

### Agriculture

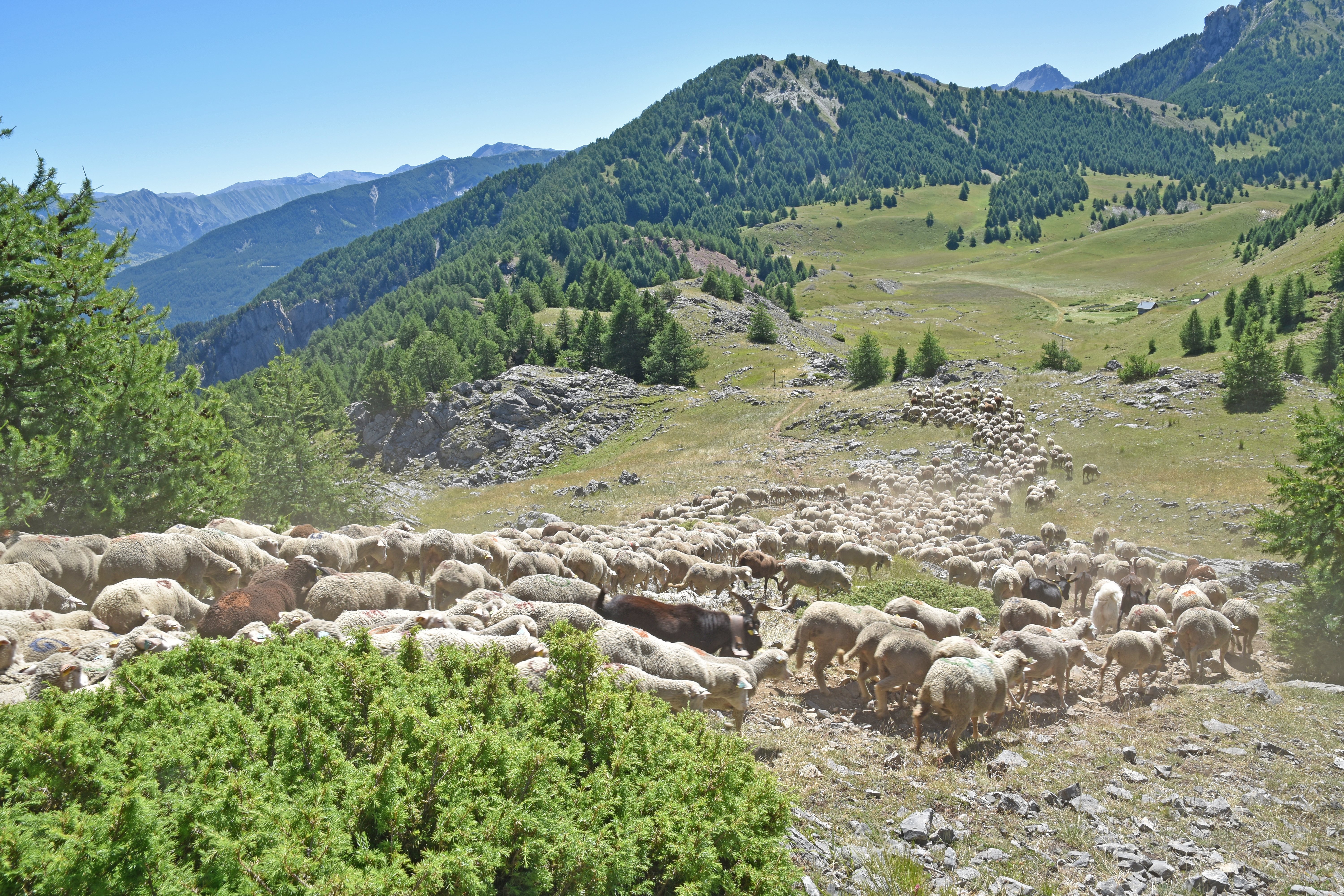
Troupeau de moutons à l'estive sur le Morgon.

En 2024 l'activité agricole  emploie dans les Hautes-Alpes 2 900 personnes (équivalents temps plein) dont 883 salariés. L'activité agricole est répartie entre 1 560 exploitations agricoles d'une superficie (SAU) moyenne de 56 hectares. Elle génère un chiffre d'affaires annuel de 186 millions euros dont 66 millions sont versés dans le cadre du plan de soutien de l'activité agricole de l'Europe (PAC) (28 millions au titre du deuxième pilier). L'activité dominante (deux tiers des exploitations) est l'élevage et plus particulièrement l'élevage des ovins (230 000 têtes) qui devance celui des bovins (31 490 têtes). Mais c'est l'arboriculture qui constitue la première source de richesse du fait de sa forte valeur ajoutée. Le département est le deuxième producteur national de pommes Golden (45 280 tonnes) et le troisième de poires de table (18 230 tonnes dont 6 400 tonnes de Williams). La production de lait de vache est de 159 190 hectolitres, celle de lait de chèvre de 12 940 hectolitres et celle de lait de brebis de 7 090 hectolitres. L'agriculture biologique représente une surface de 36 000 hectares soit 40% des surfaces agricoles ce qui classe le département en deuxième position parmi les départements français. Trois productions ont un label IGP (Indication géographique protégée) (Agneau des Alpes du Sud, pommes des Alpes de Haute-Durance et vin des Hautes-Alpes) et deux étaient en cours de labellisation en 2024 (Tomme du Champsaur et bleu du Queyras). La surface agricole utile représente 17% de la superficie du département à laquelle il faut ajouter 43% d'alpages,.
Les industries agro-alimentaires emploient 473 salariés fin 2022. La production de chocolat et de confiserie représente le premier secteur avec 31 établissements et 226 salariés. De son côté le commerce de gros des produits alimentaires emploie 558 salariés.
L'activité forestière (exploitation des forêts et sylviculture) emploie 214 salariés et produit 122 600 m3 de bois ronds dont 30% est utilisé pour fourni de l'énergie (2023).

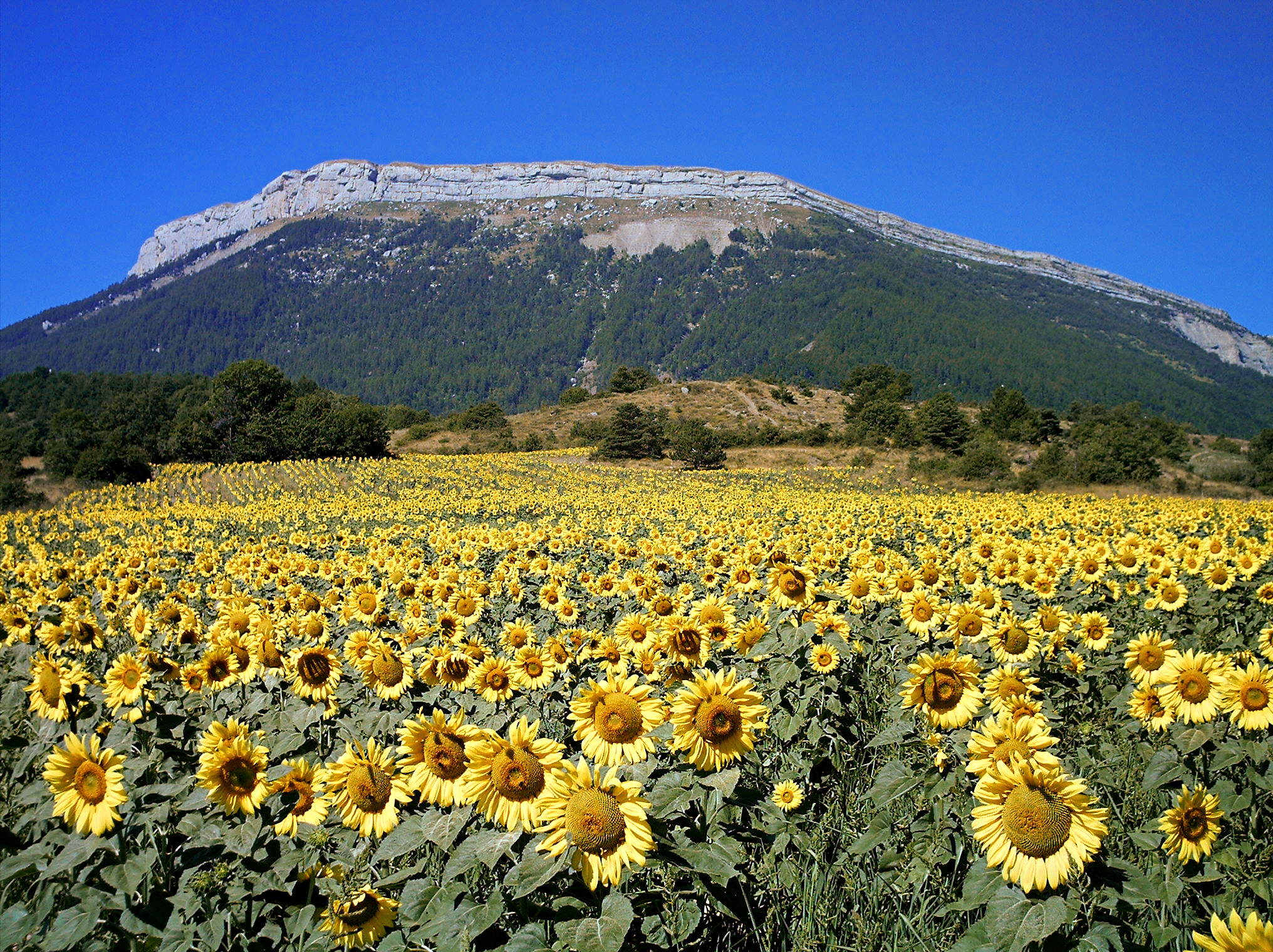
Champ de tournesols au pied de la montagne de Ceüse.
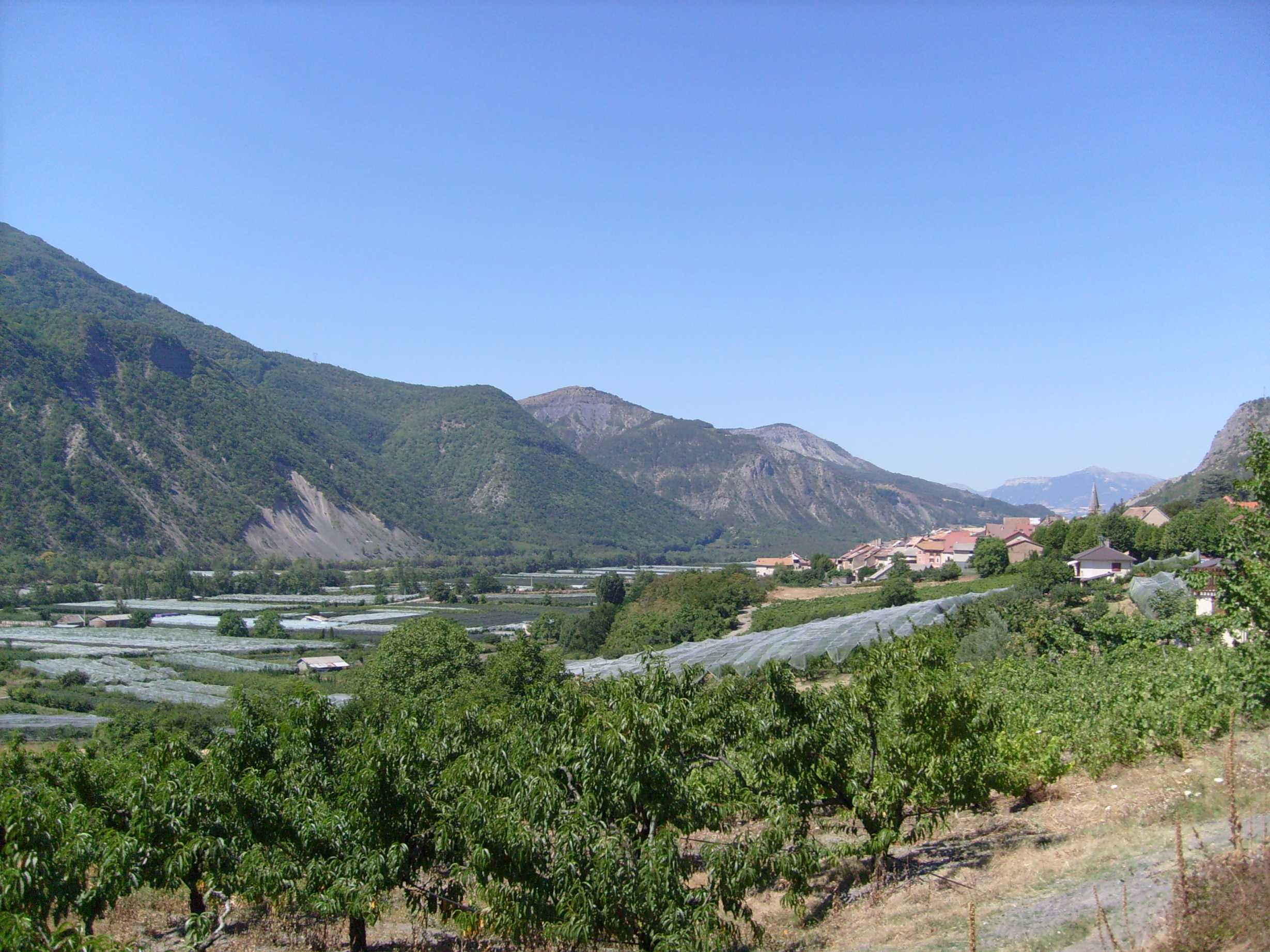
Arboriculture dans la vallée de la Durance à Remollon.
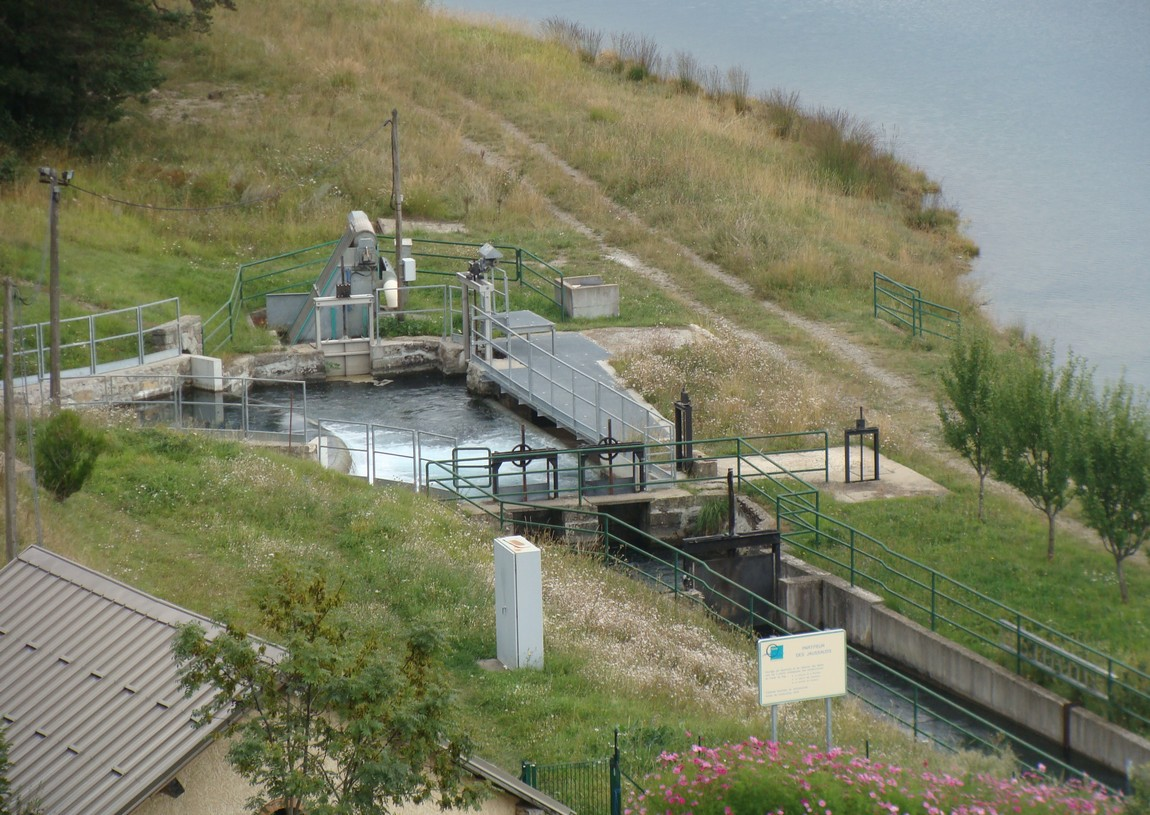
Canal de Gap transportant les eaux du Drac notamment pour irriguer les cultures dans la vallée de Gap.

|                                      | 1955          | 1970 | 2024                                                                              | Commentaire                                                                                               |
| ------------------------------------ | ------------- | --- | --------------------------------------------------------------------------------- | --- |
| Nombre d'exploitations               | 9 611         | 5 625¹ | 1 560                                                                             | ¹Dont 2 443 travaillant à temps partiel.                                                                  |
| Emplois agricoles                    |               | | 2 900²                                                                            | ²Equivalents temps plein.                                                                                 |
| Superficie moyenne des exploitations |               | 16,5 hectares                                                                                             | 56 hectares                                                                       | |
| Têtes d'ovins                        | 134 355 têtes | 208 825 têtes                                                                                             | 23 000 têtes                                                                      | |
| Têtes de bovins                      | 28 000 têtes  | 37 000 têtes                                                                                              | 31 490 têtes                                                                      | |
| Pommes Golden                        |               | 9 700 tonnes                                                                                              | 45 280 tonnes                                                                     | |
| Autres pommes                        |               | 10 000 tonnes                                                                                             |                                                                                   | |
| Poires                               |               | 18 050 tonnes                                                                                             | 18 230 tonnes                                                                     | |
| Lait                                 |               | vache : 450 407 hectolitres (24% ³) chèvre 10 350 hectolitres (88% ³) brebis 180 000 hectolitres (100% ³) | vache : 159 190 hectolitres⁴ chèvre 12 940 hectolitres⁴ brebis 7 090 hectolitres⁴ | ³ Part d'autoconsommation et de nourriture des veaux/chevreaux/agneaux ⁴ Uniquement le lait commercialisé |

### Tourisme
Le tourisme s'est beaucoup développé à compter des années 1960 et est devenu une activité majeure du département avec un chiffre d'affaires de 1,3 milliard euros et 15 000 emplois directs en 2023. La fréquentation cette année-là a été de 18,6 millions nuitées. Le département dispose d'une capacité d'hébergement de 390 000 lits et au pic de la saison touristique la population des Hautes-Alpes est triplée. .

#### Tourisme hivernal

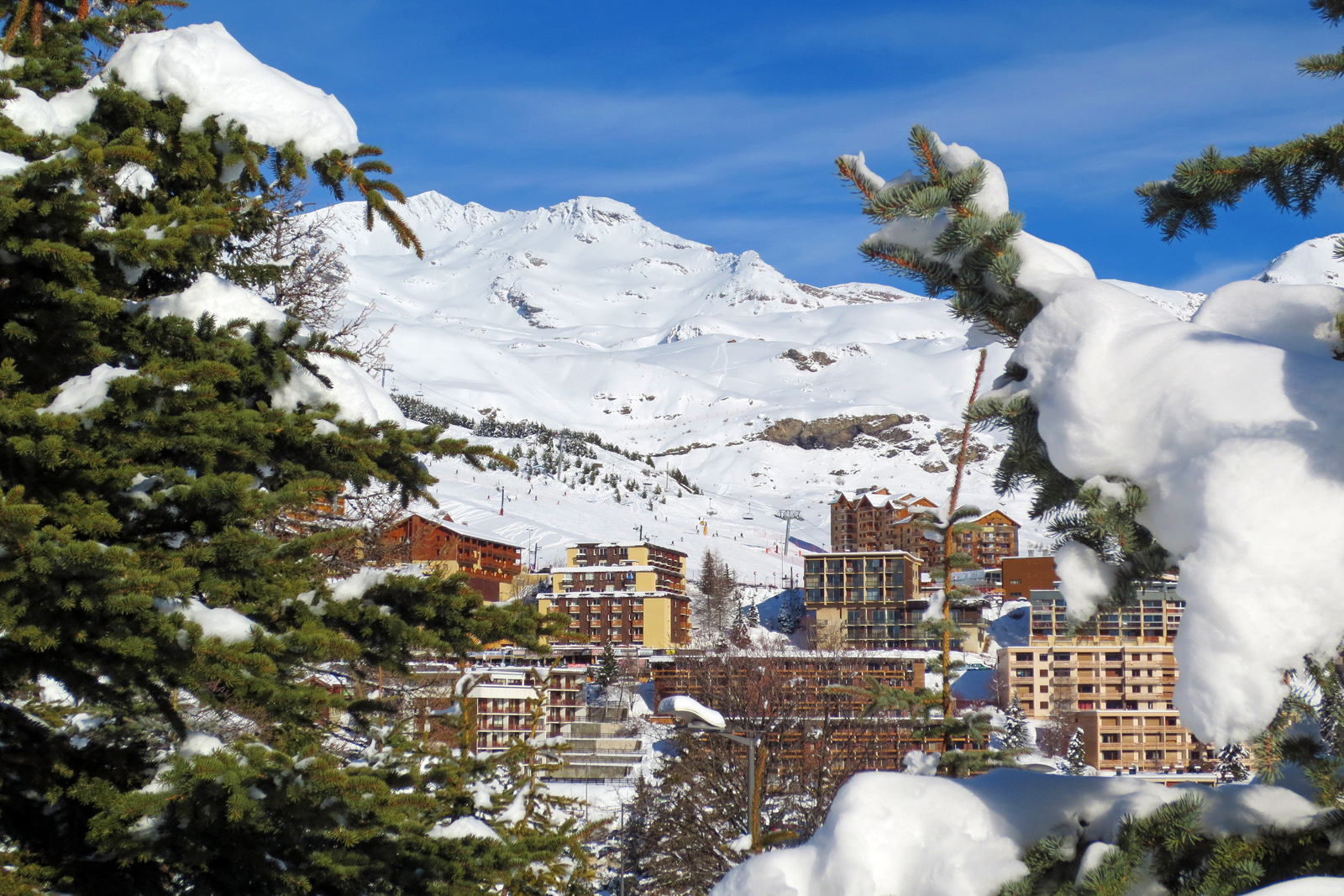
Station d'Orcières-Merlette.

Le tourisme hivernal représente une part prépondérante des recettes touristiques du département. Elle s'appuie sur une trentaine de stations de ski dont certaines très anciennes mais le tourisme hivernal s'est surtout développé à compter des années 1960 avec le lancement des Plans neige qui a conduit à la création de nouvelles stations comme  Orcières Merlette, Superdévoluy et  Les Orres. Les stations les plus importantes (plus de 100 kilomètres de piste) sont Serre Chevalier, Montgenèvre, Vars, Orcières Merlette et SuperDévoluy / La Joue du Loup. Il existe par ailleurs une vingtaine de stations de moyenne montagne dont Saint-Léger-les-Mélèzes, Réallon, Ancelle, Saint-Michel-de-Chaillol et Laye.
| Station                        | Date création | Longueur pistes | Nombre lits | Nombre remontées | Altitude minimale | Altitude maximale | Remarques                               |
| ------------------------------ | ------------- | --------------- | ----------- | ---------------- | ----------------- | ----------------- | --------------------------------------- |
| Les Orres                      | 1970          | 100 km          | 15 000      | 17               | 1650 m            | 2720 m            |                                         |
| Montgenèvre                    | 1907          | 110 km          | 15 350      | 70               | 1800 m            | 2590 m            | Plus ancienne station de ski française. |
| Orcières                       | 1965          | 100 km          | 17 000      | 25               | 1 850 m.          | 2 725 m.          |                                         |
| Risoul                         | 1972          | 180 km          | 19 000      | 21               | 1650 m            | 2740 m            | [ 10 ]                                  |
| Serre Chevalier                | 1941          | 250 km          | 22 000      | 58               | 1200 m            | 2830 m            |                                         |
| Superdévoluy / La Joue du Loup | 1966          | 100 km          | 12 000      | 22               | 1460 m            | 2500 m            |                                         |
| Vars                           | 1937          | 180 km          | 20 000      | 25               | 1650 m            | 2740 m            |                                         |

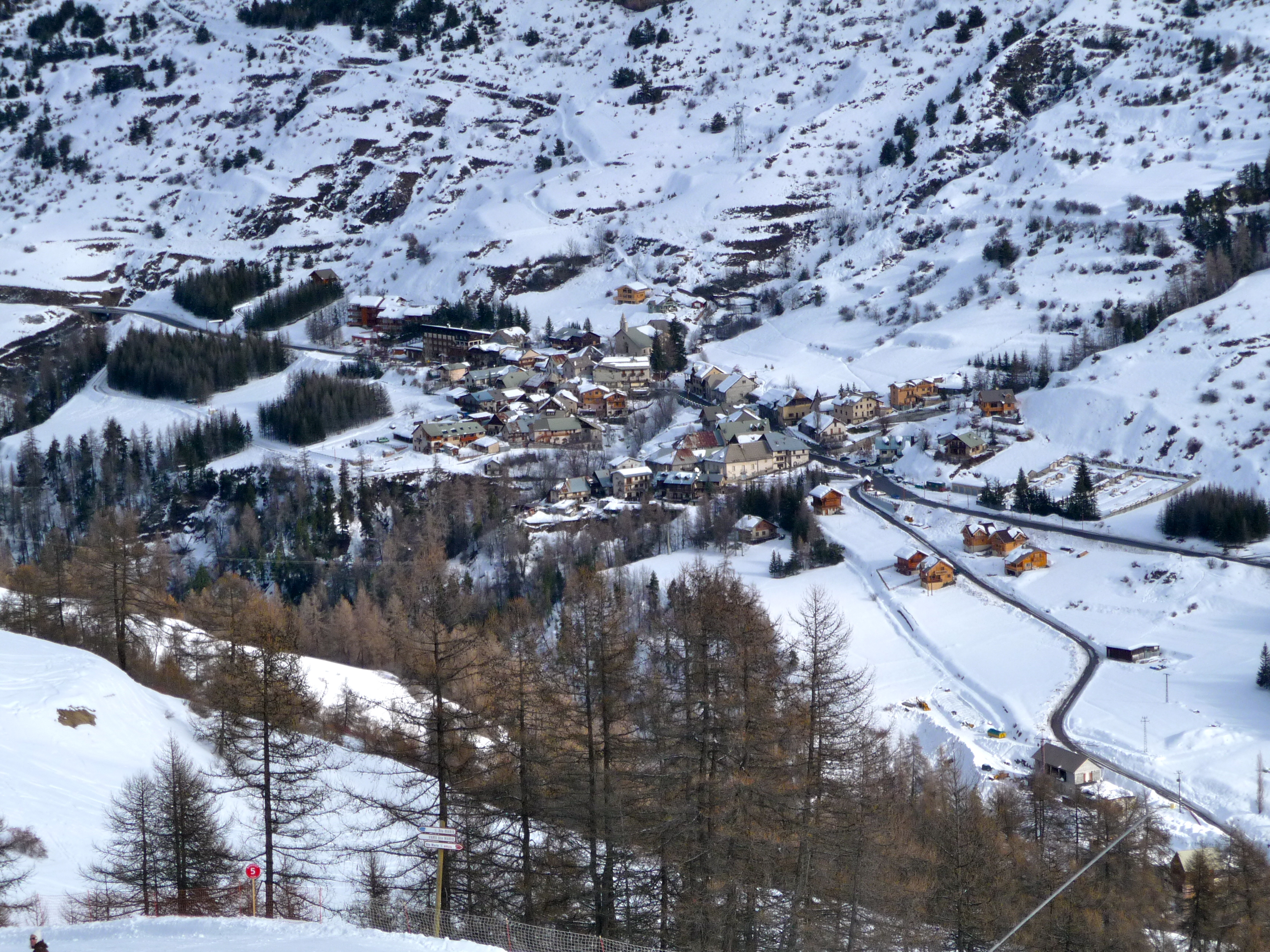
Station de Vars.

Toutefois l'activité des sports d'hiver est menacée par le réchauffement climatique qui touche de manière plus importante les Alpes du Sud. En moyenne la température s'est élevée de 2,5°C dans les Alpes françaises depuis les années 1980. Pour combattre la faiblesse de l'enneigement les stations de ski ont investi lourdement dans les canons à neige au détriment  parfois des ressources en eau qui dans certaines régions sont limitées. Cette solution couteuse en énergie n'est dans certains cas pas pérennes car le processus de fabrication de la neige artificielle nécessite une température négative qui n'est pas garantie compte tenu de l'évolution du climat,. Des stratégies de diversification des activités ont été également engagées par les stations pour pallier le manque de neige. Un rapport de la Cour des comptes de 2024 estime qu'elles sont toutefois insuffisantes pour garantir une stabilité des revenus  et que les investissements réalisés dans ce but manquent parfois de réalisme quant à leurs retombées économiques (centre de balnéothérapie de Montgenèvre).

Stations de ski
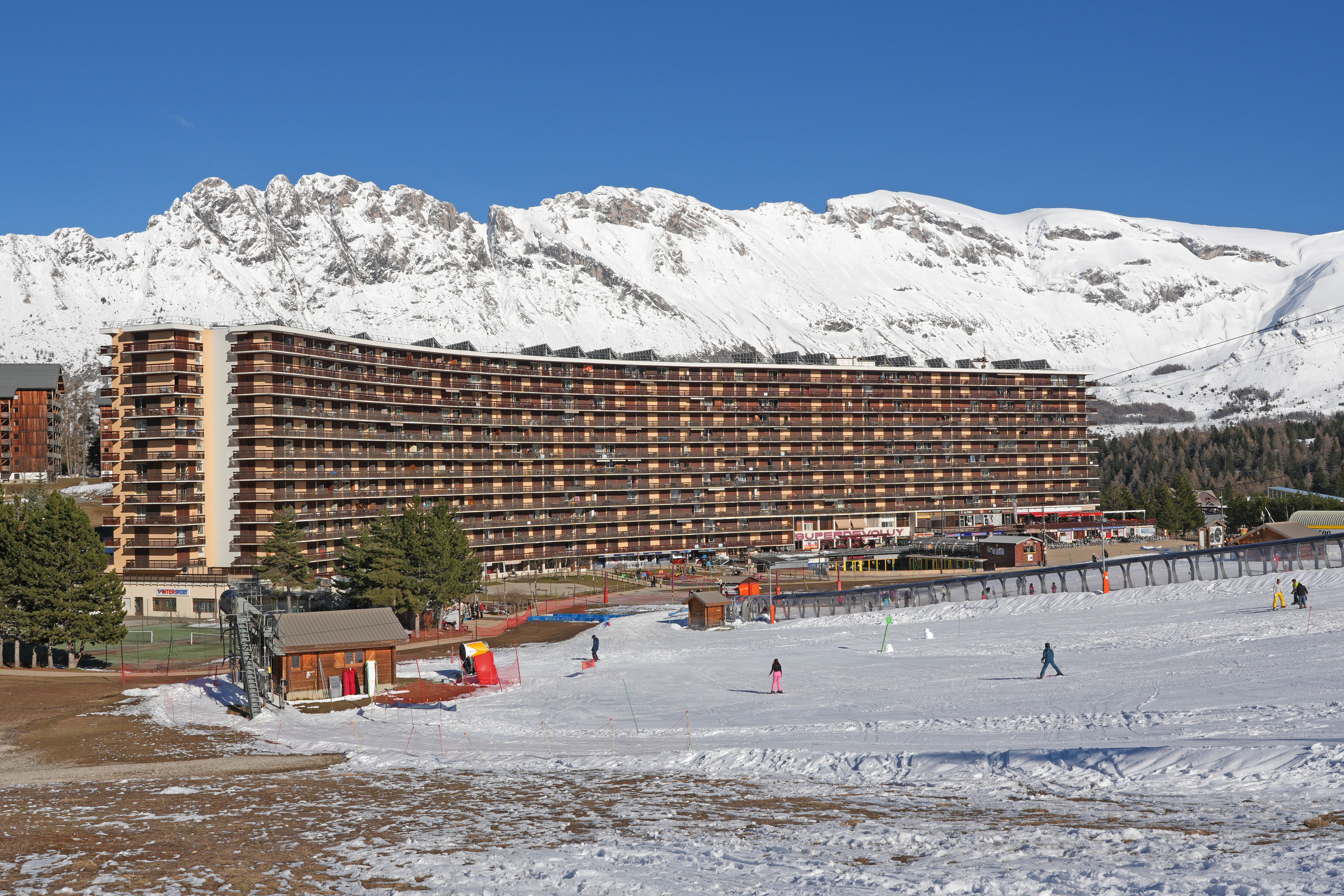
SuperDévoluy
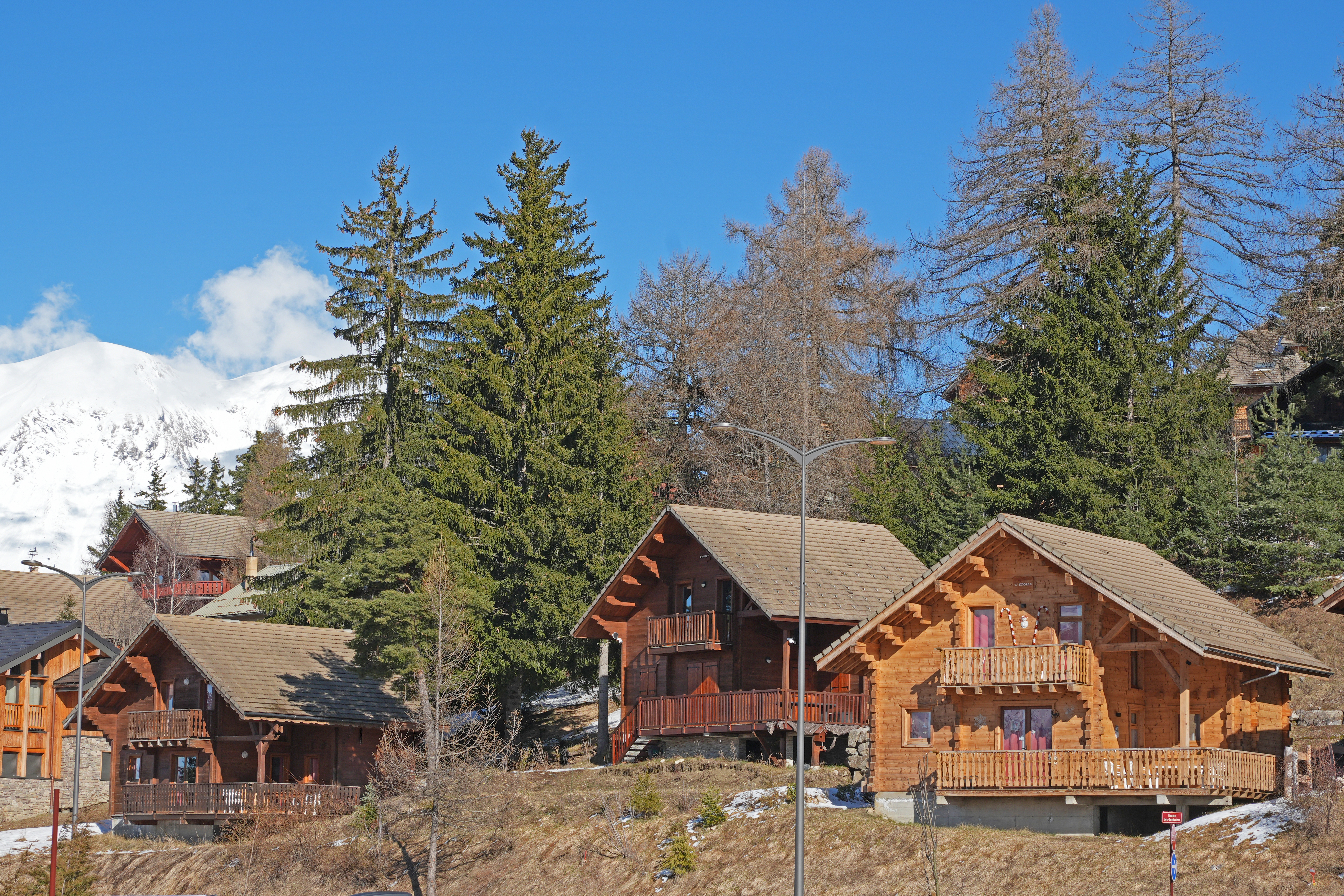
La Joue du Loup
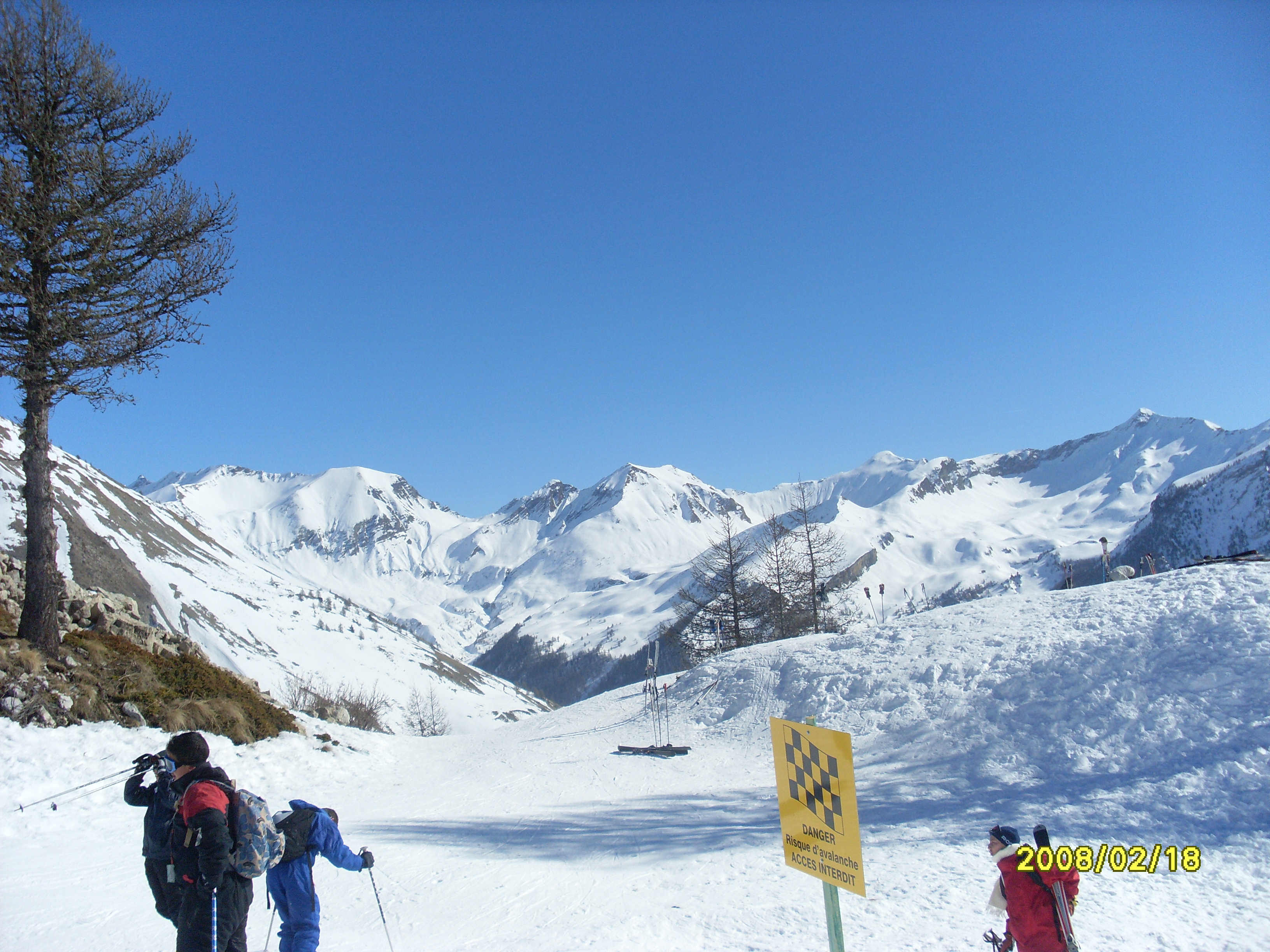
Ancelle

#### Tourisme estival

Proportion de résidences secondaires par commune en 1999. Les concentrations les plus importantes sont situées dans les stations de ski.

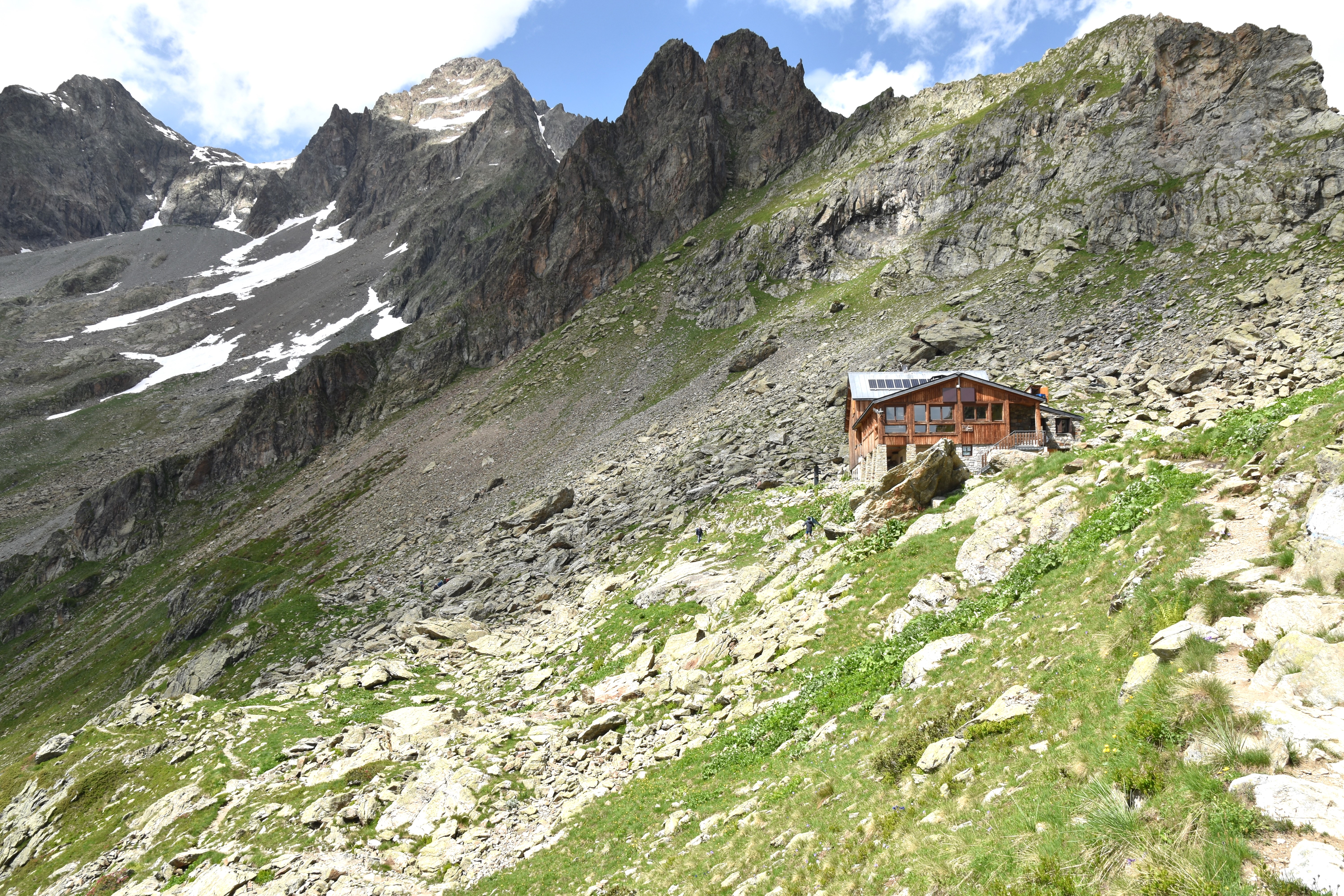
Refuge du Pigeonnier dans le Parc des Écrins.

Le tourisme estival est une activité plus récente. Il peut s'appuyer sur la grande diversité des paysages naturels et l'existence d'un réseau étendu de chemins de randonnée (GR5, GR50, GR58, E2,...) et une trentaine de refuges de montagne.
Le massif des Écrins, avec notamment la vallée de Vallouise, ou le Queyras, protégés respectivement au sein du parc national des Écrins et du parc naturel régional du Queyras, sont des sites privilégiés pour l'alpinisme et la randonnée de haute et moyenne montagne. De nombreux autres espaces naturels du département sont classés en zones Natura 2000, réserves naturelles (exemple : la réserve naturelle nationale des Pics du Combeynot), etc. Le parc naturel régional des Baronnies provençales, que les Hautes-Alpes partagent avec la Drôme, offre également des possibilités de tourisme en moyenne montagne (escalades à Orpierre, vol libre, randonnées pédestres) dans la partie occidentale du département. La Durance, ses principaux affluents et d'autres torrents offrent de nombreuses possibilités pour les amateurs de rafting ou de kayak.
Le lac de Serre-Ponçon, d'une superficie de plus de 2800 hectares, forme une véritable petite mer intérieure qui  en fait l'été un des principaux sites touristiques des Hautes-Alpes. L'activité touristique dans les communes bordant le lac génère un chiffre d'affaires de 210 millions € (2020) soit 10% des revenus du département dans ce secteur et 34,7% de la fréquentation estivale dans les Hautes-Alpes. Les communes alentour disposent d'une capacité de 67 000 lits qui ont généré 941 000 nuitées.

### Capacités d'hébergement
Le grand nombre de stations de sport d'hiver et la qualité du climat et de l'environnement du département expliquent la proportion des résidences secondaires qui représentent dans plus la plupart des communes rurales plus de 50% du parc immobilier. Sur les 138 751 logements du département 63 329 étaient des résidences secondaires en 2020 (proportion la plus élevée de France).
Le département dispose fin 2024 de 159 hôtels ayant une capacité totale de 3 585 chambres, de 114 campings fournissant 11 275 emplacements, de 15 370 lits en résidence de tourisme et assimilés, de 35 villages vacances et maisons familiales et de 7 auberges de jeunesse offrant 637 places.

### Énergie

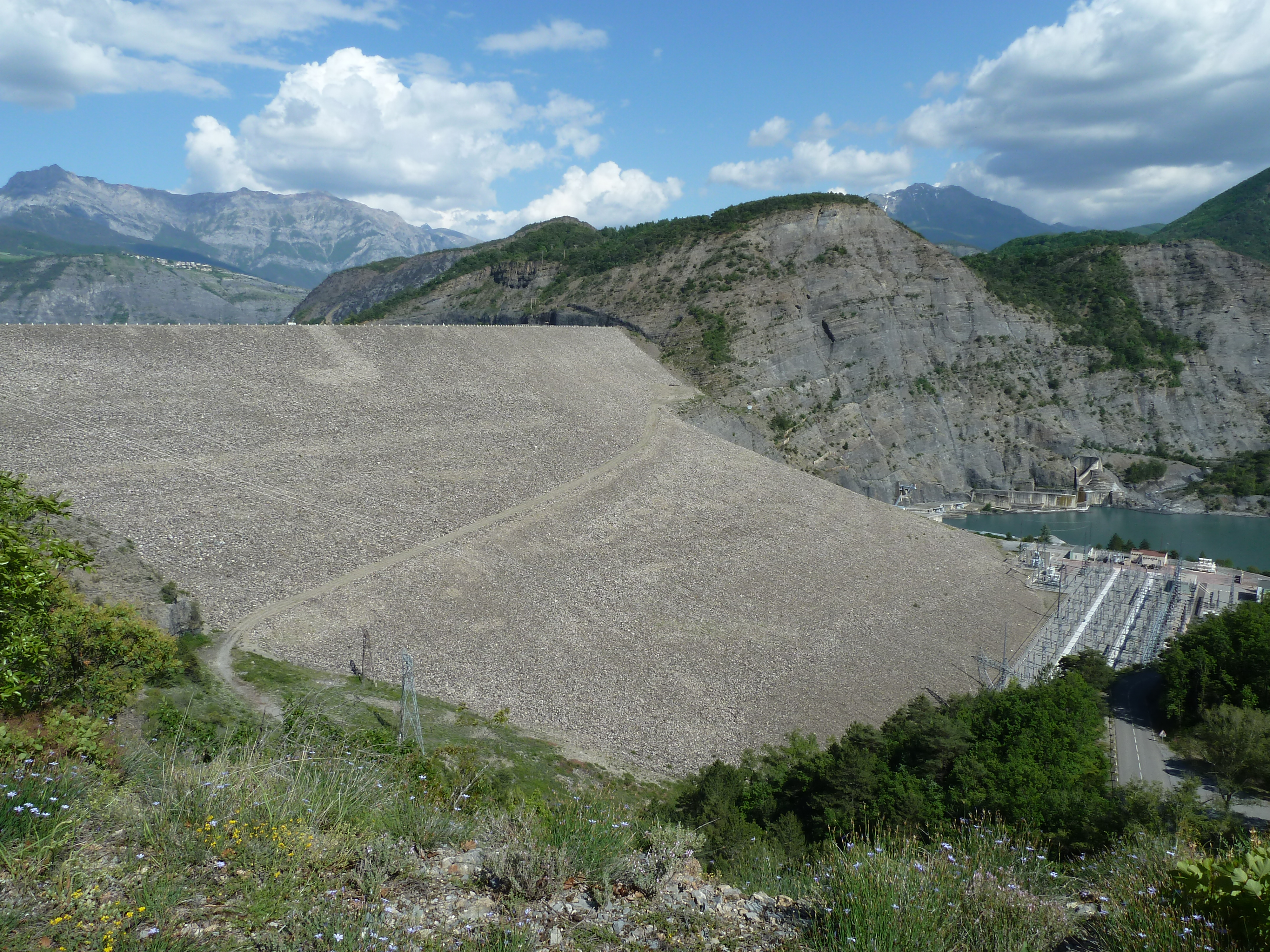
Barrage de Serre-Ponçon.

Le département produit plus d'énergie électrique (1 700 GWh en 2018) qu'il n'en consomme (1100 GWh) mais une grande partie de la production hydroélectrique est consommée à l'extérieur du territoire pour répondre aux appels de puissance durant les pointes de consommation. L'énergie électrique est fournie principalement par les barrages hydroélectriques (1500 GWh en 2020), les centrales photovoltaïques (73 GWh) et le bois (99 GWh). La puissance installée en 2020 pour les barrages est de 500 MW (dont 379 MW pour le barrage de Serre-Ponçon) et à cette date la construction de 36 petites centrales hydroélectriques avaient été autorisées (puissance installée totale de 50 MW). L'énergie totale consommée dans le département est de 3 700 GWh (dont produits pétroliers 2100 GWh, gaz naturel 196 GWh et bois 283 GWh). Les principaux consommateurs sont le transport routier (42%) et le résidentiel (31%). Fin 2021 l'objectif est de porter en 2030 la production d'énergie d'origine solaire à 1540 GWh (fourchette haute), d'augmenter la production des barrages à 2 080 GWh et de produire 341 GWh à l'aide des éoliennes. Ces sources d'énergie doivent être complétées par des grandes centrales utilisant la biomasse (37 GWh) et des installations de méthanisation (67 GWh) portant le total à environ 3,5 TWh (fourchette haute).

Equipements de production d'électricité
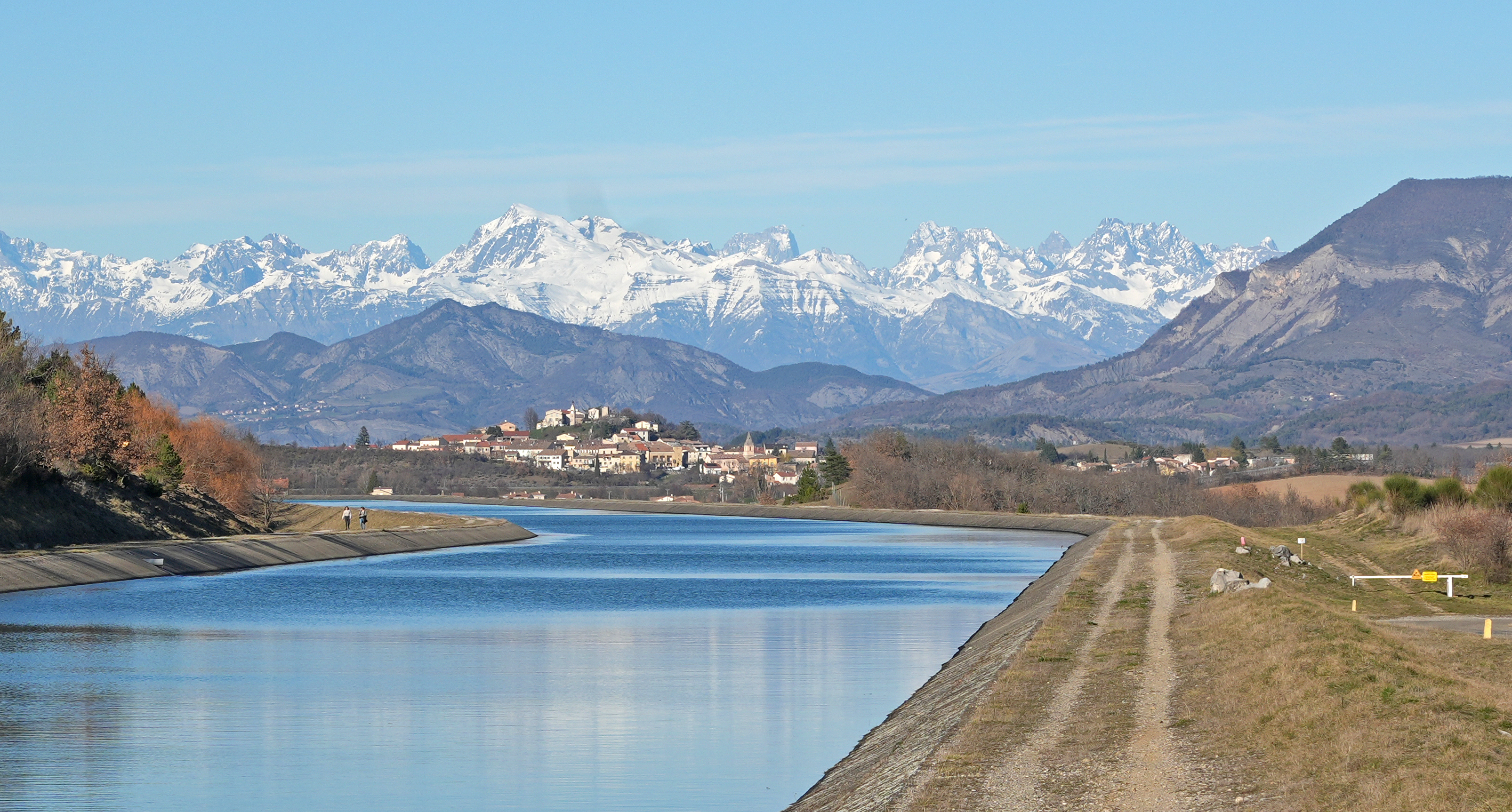
Canal EDF de la Durance entre Tallard et Sisteron.
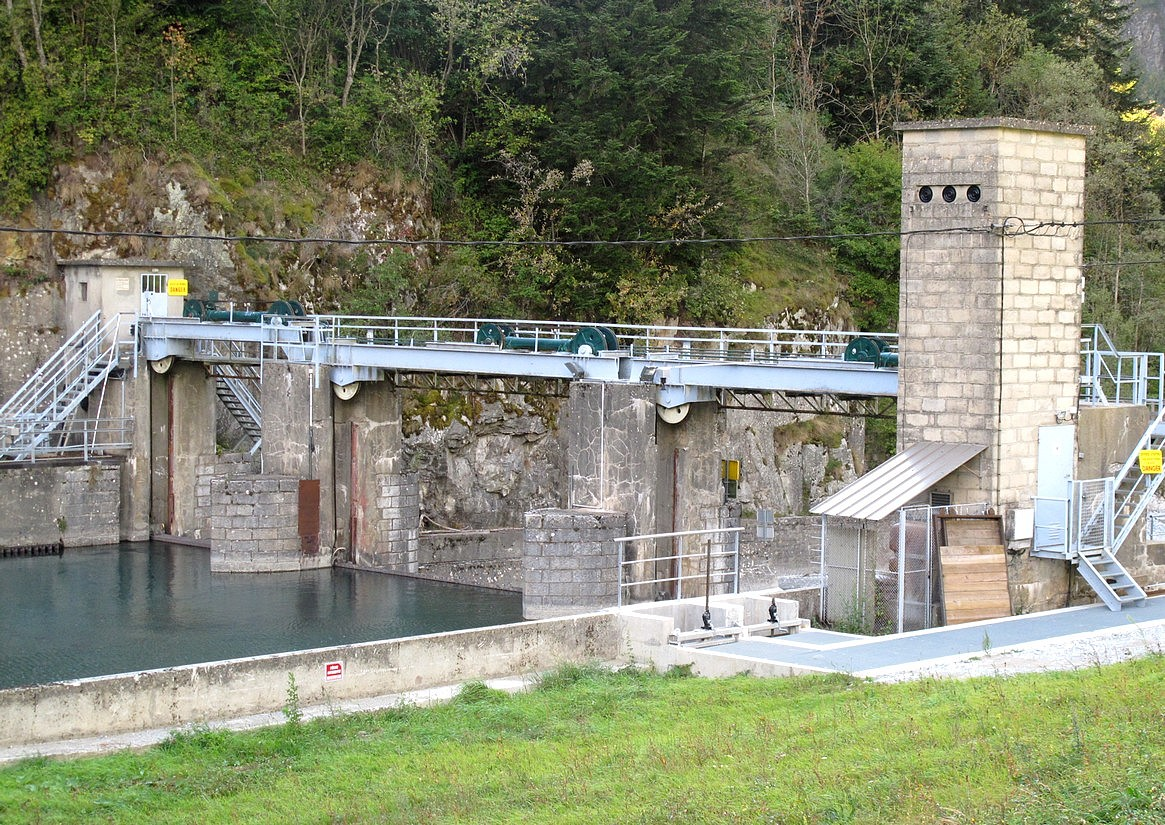
Barrage sur la Séveraisse.
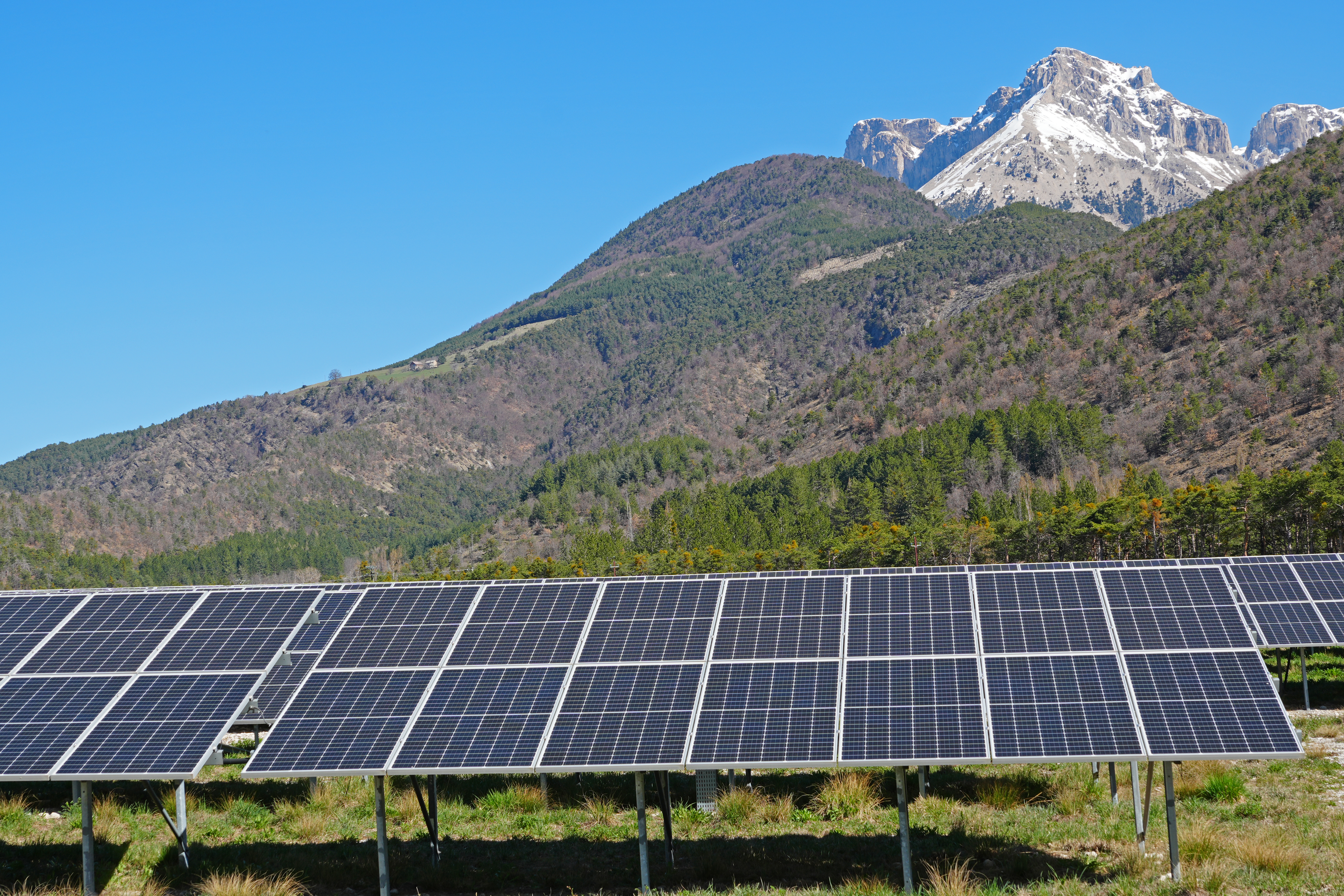
Centrale photovoltaïque de Montmaur.

### Autres activités

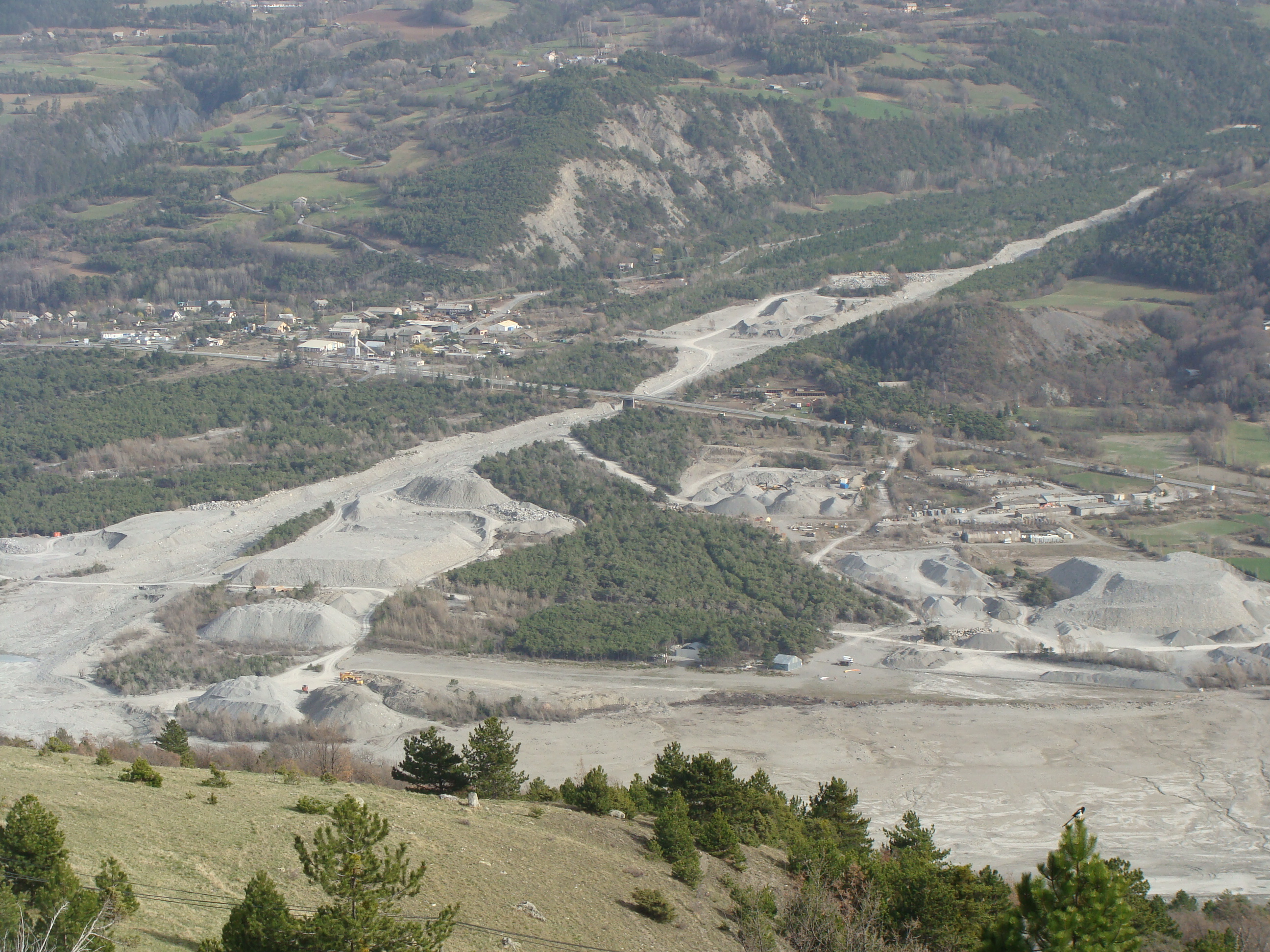
Extraction de granulats dans la vallée de la Durance près d'Embrun.

## Revenus de la population et fiscalité
En 2021, l'Insee recensait dans les Hautes-Alpes 68 683 foyers fiscaux, dont 49,3 % étaient imposables. Le revenu net disponible s'élève à 23 010 € par foyer fiscal. Les source de ces revenus sont les salaires à hauteur de 63%, les pensions et retraite (36,2%), les revenus du patrimoine (10%) et les prestations sociales (5,2%). Le taux de pauvreté s'élève à 14,7%. Le rapport interdécile est de 3 (ratio entre les revenus du premier et du dixième décile).